# Радомир Бајо Шарановић
Радомир Бајо Шарановић (Косић, Косови Луг код Даниловграда, 4. децембар 1937 — Београд, 9. септембар 2001) био је српски позоришни, телевизијски и филмски редитељ, сценариста, професор Факултета драмских уметности у Београду.

## Биографија
Матурирао је у Никшићу 1955. године. Студирао је на Филозофском факултету у Београду енглески језик и књижевност, где је апсолвирао 1959. године. Исте године уписао је смер за режију на Академији драмских уметности у Београду, студирао је код професора Хуга Клајна и Радоша Новаковића. Дипломирао је 1963. представом „Ђаволов ученик“ у Крагујевцу.
Шездесетих година у сарадњи са професором Душаном Косовићем превео је књигу Карен Хорнеј (Karen Horney) „Неуротична личност нашег доба“ ("The Neurotic Personality of Our Time").
У Театру националне драме (Позориште двориште) режирао је представе „Јел је могуће другови да смо сви ми волови“, „Тајна вечера код сложне браће“, „Препелица у фењеру“, у Београдском драмском позоришту „Дон Кихот“, „Вагон Г“, „Прамен таме“ и друге представе. Режирао је и у Црногорском народном позоришту - Нушићеве мале сцене (властита адаптација 1965), Арсеник и старе чипке (1965), Опасне воде (1965), Хвалисави војник (1966), Ратна срећа (1976).
У његовом стваралаштву издвајају се кратки филмови „Један дан љубави“, „Путеви храбрости“, „Сам“, „Батаљон је одлучио“, Острог (1996). Међу највећа остварења убраја се филм „Свадба“ (1973. године) по роману Михаила Лалића (специјална награда на фестивалу у Карловим Варима). Режирао је филм и ТВ серију „13. јул“ (1982. године). Професор Шарановић је направио преко двадесет филмских сценарија за кратке и игране филмове: Човек и шешир, Страх, Узбуна је дата, Једног дана љубав, Оружје, Путеви храбрости, Сан, Први гарнизон... Сценарија за игране филмове: Осека (заједно са Владом Павловићем и Ратком Ђуровићем), Свадба, Хајдук (са Данком Поповићем), Тринаести јул, Кривице, Женидба и удадба, Како се живот насмејао (целовечерњи филм са Милованом Витезовићем), Никољдан 1901.
У значајније радове Радомира Баја Шарановића спадају и његови радови на радио-телевизији од чега је значајно издвојити: ТВ драму Моје срце је високо у брдима (Вилијема Саројана - 1969), Дневник јулских дана - једночасовни документарна емисија на ТВ Титоград - 1977, Нечисте силе - радио-драма - Београд III (1968), Мадагаскарци - радио-драма (1968)...
Поред овога реализовао је низ сценско-музичких програма, радио-драма, културних манифестација, пригодних филмских и сценских остварења. Значајан допринос професора Шарановића је и у филмској есејистици и критици. Објавио је низ текстова у културном додатку „Политике“ (највише у периоду 1960-1963), објављивао је и текстове у „Филмској култури“, „НИН"-у, „Народној армији“
Добитник је: Тринаестојулске награде Црне Горе, Сребрне арене у Пули, Сребрна медаља, Београд - 1970, Сребрна медаља, Београд - 1972, Прва награда генералштаба ЈНА (филм: Прва помоћ - 1966), Прва награда генералштаба ЈНА (филм: Узбуна је дата - 1967), Прва награда публике за филм Сан (Скопље - 1971) и других награда.
1969. је постао асистент за предмет филмска режија на Факултету драмских уметности у Београду. Као асистент радио је са професорима Слијепчевићем и Новаковићем и врло брзо је започео да самостално водио овај предмет. Седамдесетих година започиње модернизација Филмске школе коју су иницирали професори Новаковић и Слијепчевић, а професор Шарановић с пуним поверењем својих професора почиње да уводи нове методе у наставу, да спаја искуства домаће и светске кинематографије, ствара нове наставне програме спајајући школе Истока и Запада. На његову иницијативу стварају се први контакти са Британском филмском школом у Лондону (NFTS), са школом филма у Лођу, FEMIS у Паризу, ВГИК у Москви... Професор Шарановић, као и многи други професори Факултета драмских уметности, одлази као предавач на светске филмске школе, а на наш факултет долазе професори из света. Касније је предавао као професор на истом факултету. У периоду 1989-1991 био је проректор Универзитета уметности.
Још од његове прве генерације студената, генерације 1974, од Милоша Радовића, Мирослава Лекића, Мике Алексића започињала је будућност југословенског филма. Шарановићеви студенти својим првим филмовима добијају признања у земљи и свету: Тарами Сељаку, Дарко Бајић, Предраг Антонијевић, Милош Павловић, Драган Николић, Горан Гајић, Влада Славица, Јанко Баљак, Срђан Драгојевић, Слободан Скерлић, Марко Маринковић, Олег Новковић, Срдан Голубовић, Иван Стефановић, Дејан Зечевић.
Професор Шарановић је, као проректор Универзитета уметности (1989-91), члан фонда, а онда и као министар за културу Републике Србије (1990-91) отворио могућност да студенти равноправно са професионалним редитељима конкуришу са својим дебитантским пројектима и добијају средства из фонда за кинематографију.
Био је министар културе у влади Републике Србије (фебруар 1991. - децембар 1991).
Асоцијација високих филмских школа CILECT и европска комисија за филм при Савету Европе у Стразбуру доделили су Факултету драмских уметности вођење Европске филмске летње школе чији је творац и директор од 1989. године био професор Радомир Шарановић. Европска летња филмска школа имала је сваке године петнаест најбољих студената у Европи и професоре познате филмске редитеље (Иштван Сабо, Кшиштоф Зануси, Душан Макавејев). Ова школа постала је током година међу најпознатијим и најцењенијим ове врсте у Европи, а професор Радомир Шарановић је добио признање од CILECT за успешно вођење овог јединственог пројекта.
Пензионисан је 1997. године али је и даље наставио да ствара, написао је сценарио и режирао тв драме „Љубав, женидба и удадба“ (1997) и „Никољдан 1901. године“ (1998).
Пред смрт је објавио монографију о манастиру Острог и аутор је филма о Острогу. А последње године живота превео је књигу Лија Стразберга (Lee Strasberg) - „Сан о страсти“ ("A Dream of Fame"). Свечана промоција књиге „Сан о страсти“ направљена је 17. марта 2005. године у галерији О3Оне, издавач књиге је Факултет драмских уметности у Београду.
Преминуо је у Београду у недељу 9. септембра 2001, испраћен је у уторак 11. септембра из капеле на Новом гробљу, сахрањен је у среду 12. септембра на гробљу у Даниловграду.
Био је ожењен Драгојлом Шарановић, професорком српског језика и библиотекарком Математичке гимназије у Београду. Имају једну ћерку - Александру Шарановић, (професор на дизајнерској школи у Београду).